# Grote Prijs van Chambéry
De Grand Prix de Chambéry is een eendaagse wielerkoers voor vrouwen met start en finish in de Franse stad Chambéry in het departement Savoie die vanaf 2003 jaarlijks wordt verreden. De organisatie is in handen van de Chambéry Cyclisme Organisation. De wedstrijd staat vanaf 2021 op de UCI-kalender met een classificatie van 1.2-categorie. Van 2015-2017 en in 2020 was de koers onderdeel van de Coupe de France voor vrouwen. De Franse renster Sophie Creux was de eerste winnares, ze is ook de recordhoudster met vijf overwinningen.

## Erelijst

### Overwinningen per land
| Overwinningen | Land                                                    |
| ------------- | ------------------------------------------------------- |
| 15            | Frankrijk                                               |
| 2             | Italië                                                  |
| 1             | Australië, België, Litouwen, Nieuw-Zeeland, Zwitserland |